# I. Celesztin pápa
I. Szent Celesztin (latinul: Caelestinus), (? – 432. július 27.) volt a 43. pápa, aki 422. szeptember 10. és halála között majdnem 10 éven át uralkodott a keresztény egyház felett. Neve latinul mennyeit jelent. Celesztin személyében az egyház élére ismét egy kemény kezű, fanatikusan hitvédelmező és konzervatív pápa került.

## Élete
Rómában született egy patrícius családban. Apját Priscusnak hívták. Azt feltételezik, hogy Celesztin közeli rokonságban állt III. Valentinianus császárral. A papi hivatást választotta, és így került Szent Ambrushoz Milánóba. 390-ben vette fel először a kapcsolatot Hippói Szent Ágostonnal, akivel később rendszeres levelezés alakult ki. Általa sokat tanult az eretnek tanokról, és így erősödött fel benne az ortodoxia, vagyis az igaz hit védelme. 416-ban említik először I. Ince pápa hivatalos feljegyzései. Ekkor diakónus volt, majd hamarosan Róma archidiakónusa lett.
422-ben választotta pápává a római zsinat. Nagy erővel látott neki az egyház megtisztításának, és a rend fenntartásának. Lelkesedése és fanatizmusa hamar felkavarta az egész egyházat. Első éveiben Novatianus követői ellen lépett fel határozottan. Hosszas, majdnem 9 évig tartó vitákban sikerült felülkerekedni az eretnek tanokon.
Időközben megújította a liturgia egyes részeit, és leveleiből kitűnik, hogy mindvégig hangoztatta a római klérus elsőbbségét, és a pápa jogát a felügyeletre és irányításra az egész egyházon belül. Nem volt hajlandó semmiféle újításra, ragaszkodott elődei szabályaihoz, törvényeihez.
Pontifikátusának központi eseménye volt a 3. egyetemes zsinat, amelyet 431-ben hívott össze Epheszoszban. A keresztény egyház minden problémája előkerült ezen a zsinaton, mégis Celesztin a novatianusok elleni küzdelem lezárása miatt hívta össze a gyűlést. Valóban sikerült kiközösítenie a novatianusokat az egyházból, de több vitás kérdésben nem jutottak megoldásra. Így például megoldatlan maradt a galliai vikárius kérdése, vagy az afrikai provinciák fellebbezési jogának tisztázása. A zsinatot lezárva Celesztin négy levelet küldött szét, amelyek csak görög nyelven maradtak fenn, ugyanis latin változatuk elpusztult. Az elsőt az afrikai püspököknek küldte, illetve Illíria, Thesszaloniké és Narbonne vezetői is kaptak levelet. A zsinat után Celesztin megtiltotta a novatianusok istentiszteletét, és vezetőjét bebörtönöztette. A pelagianizmus tanaival is sokat küzdött, de csak az Epheszoszi zsinat után fordult teljes erejével ellene. A vitáknak azonban nem tudott végére járni, hiszen a következő évben meghalt. Misszionáriusokat küldött a távoli Írországba. Kinevezte a távoli sziget első püspökének Palladiust. Az ő követője volt Írország védőszentje, Szent Patrik.
Végül 432. július 27-én halt meg. A Via Salaria menti Priscilla-katakombába temették, de földi maradványait később átvitték a Basilica di Santa Prassede templomba. A művészet Celesztint galambbal és sárkánnyal ábrázolta, és gyakran jelent meg a környezetében lángnyelv is.

## Művei

Dedek Crescens Lajos: I. Celestin pápa (1899)

- Documenta Catholica Omnia (latin nyelven). (Hozzáférés: 2011. december 6.)